# Kerk van IJsbrechtum
De kerk van IJsbrechtum is een kerkgebouw in IJsbrechtum in de Nederlandse provincie Friesland.

## Beschrijving
Een kerk uit de 12e eeuw die gewijd was aan de heilige Martinus werd in 1694 onder leiding van Pyter Jans vervangen. Duco Martena van Burmania van Epema State liet onder het koor een grafkelder bouwen dat voorzien werd van een epitaaf. In 1728 werd er een toren aangebouwd. In 1865 volgde opnieuw herbouw van de kerk in opdracht van Sjuck van Welderen baron Rengers. De eerste steen werd gelegd op 23 juni. Het is een zogenaamde Waterstaatskerk. De zaalkerk met rondboogvensters en vijfzijdige koorsluiting is gebouwd naar ontwerp van Meinse Molenaar. In 1951 is de torenbekroning gewijzigd.
Het interieur wordt gedekt door een houten tongewelf. De koperen kronen dateren uit 1694. De voormalige preekstoel uit 1694 werd verkocht aan de kerk van Uitwellingerga. De rouwborden zijn van Sjuck Gerrolt Juckema van Burmania Rengers (1784) en diens echtgenote Odilia Amelia van Welderen (1788). De preekstoel en het doophek dateren uit de 1865. Het orgel uit 1866 is gebouwd door Willem Hardorff. Het marmeren doopvont uit 1978 is gemaakt door F.G. Eijgelaar.

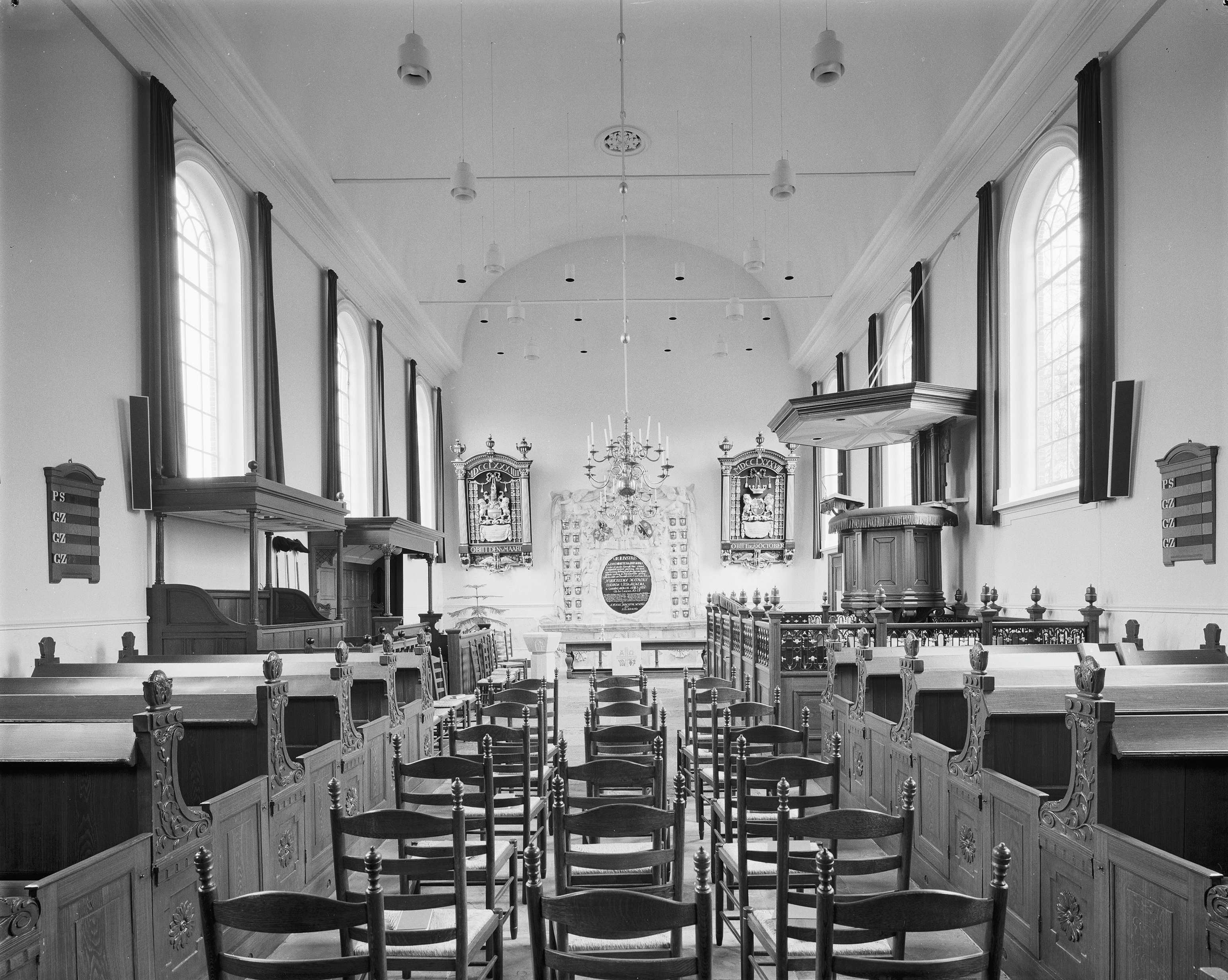
Interieur
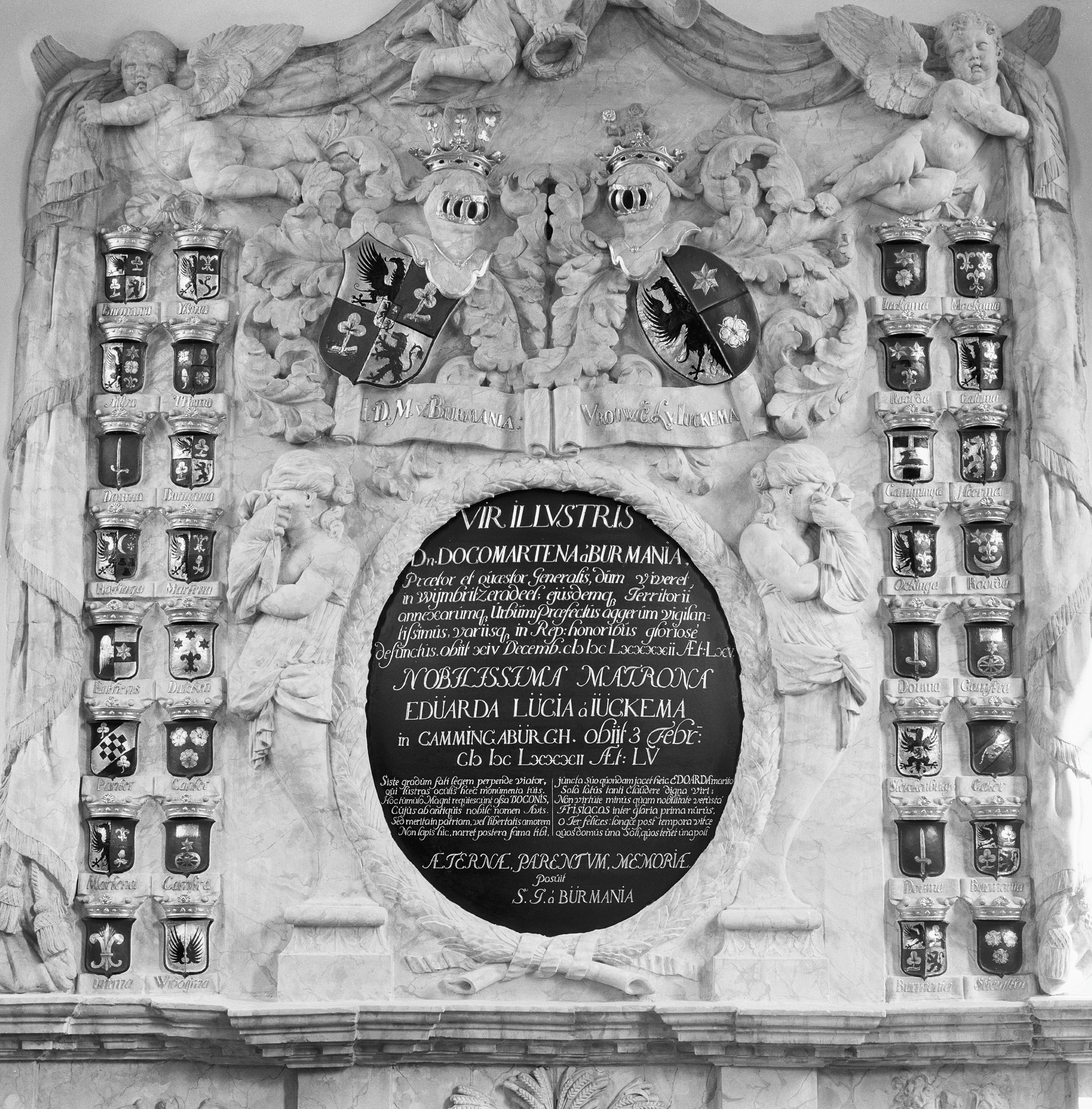
Grafmonument
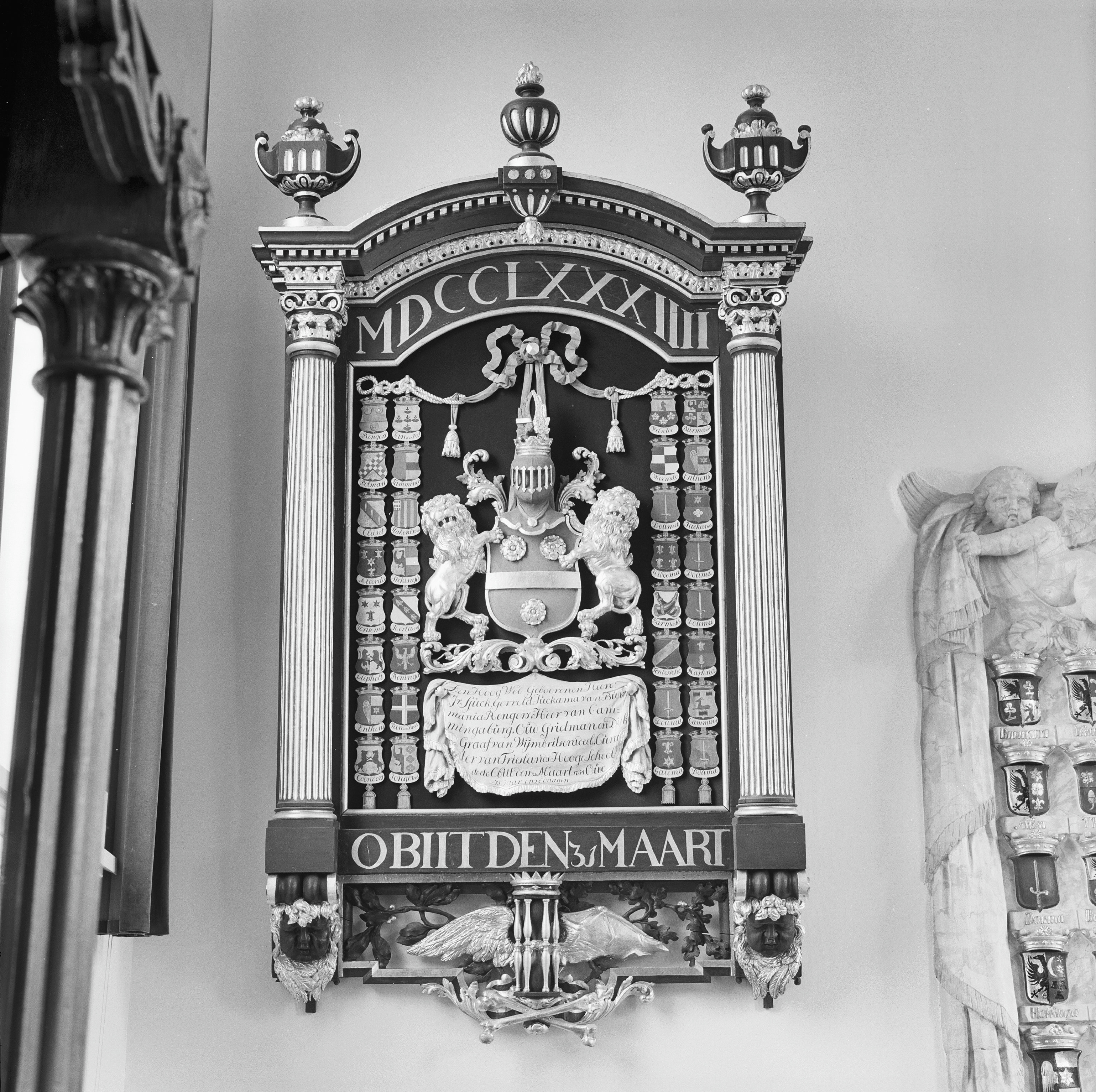
Rouwbord van jonker Sjuck van Burmania Rengers (1713-1784)
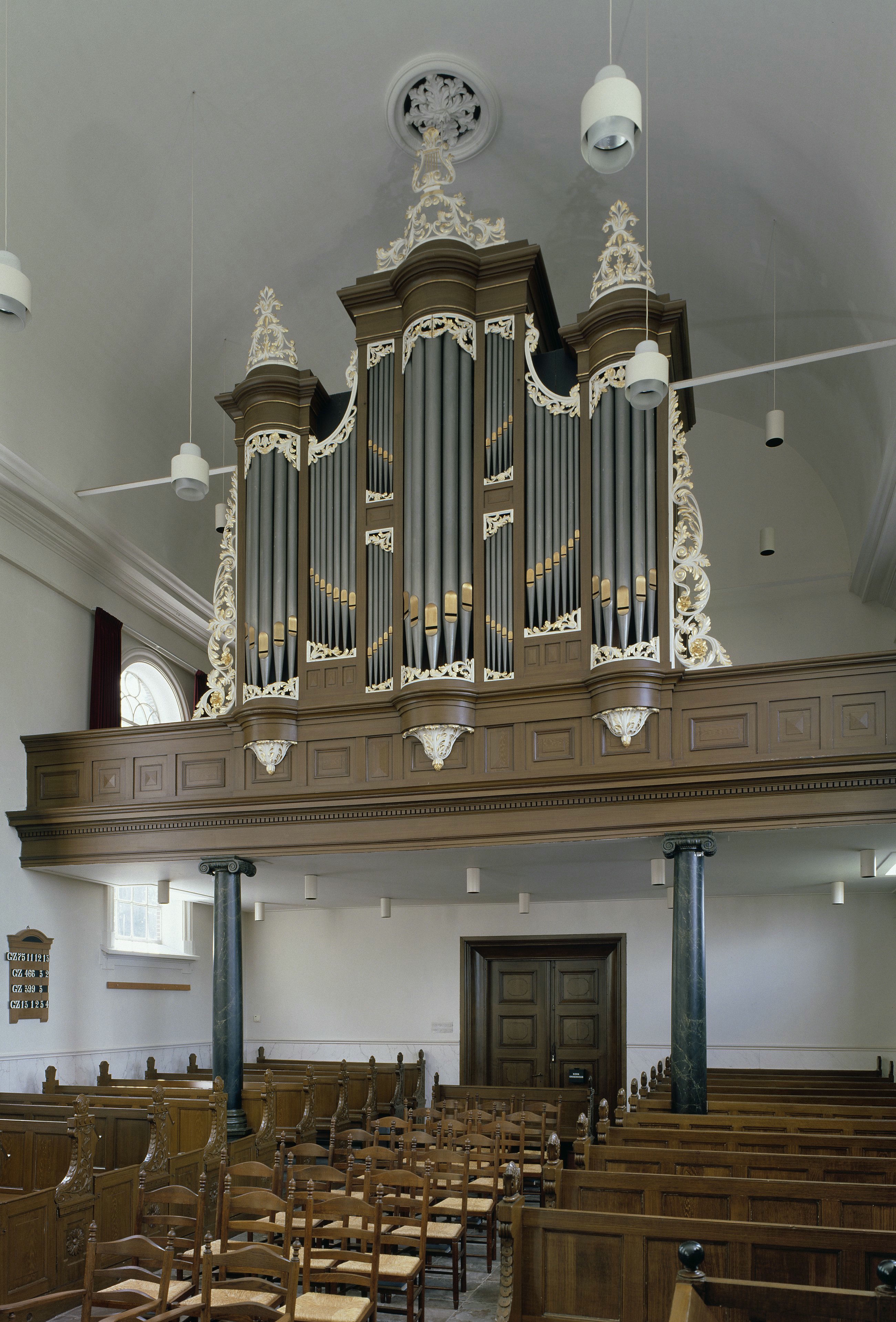
Orgel (2004)
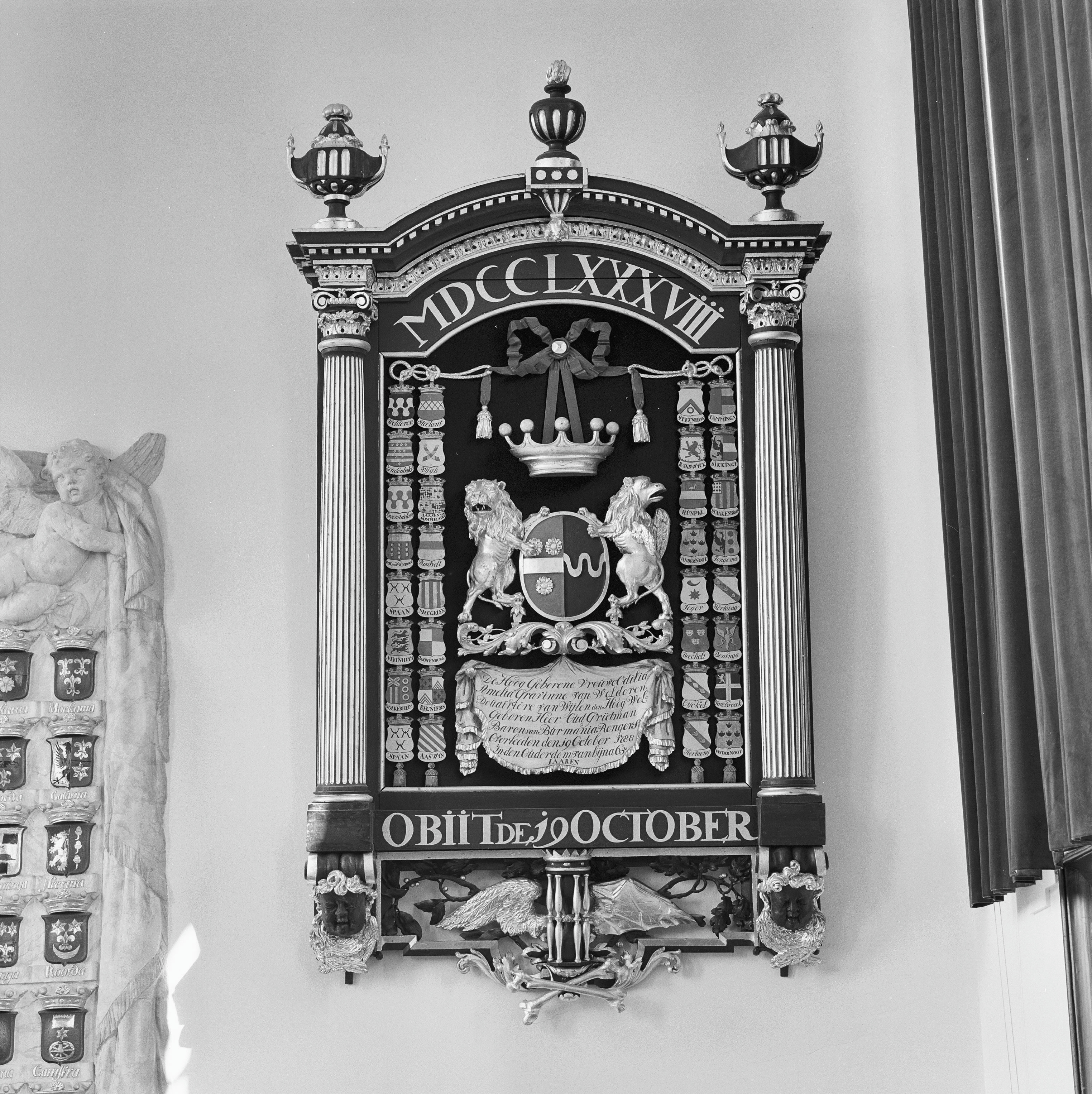
Rouwbord van Odilia Amelia van Welderen,  rijksgravin van Welderen (1723-1788)